# Elektrociepłownia Głogów – Widziszów
Elektrociepłownia Głogów – elektrownia znajdująca się na terenie Głogowa w dzielnicy Widziszów. Elektrociepłownia została wybudowana, ale nigdy nie została oddana do użytku, gdyż największa w Polsce Huta Miedzi Głogów sama dostarcza wystarczającej energii. 
Komin nieczynnej elektrociepłowni mierzył 222 m. Był to drugi pod względem wysokości obiekt w Europie i trzeci na świecie po Chinach do oddawania skoków na linach (Dream Jump).
W związku z planowaną budową osiedla domów jednorodzinnych w miejscu elektrociepłowni jej komin został wyburzony 30 lipca 2022 roku.